# أدريان تشيرماك
أدريان تشيرماك هو لاعب كرة قدم سلوفاكي في مركز الوسط، ولد في 1 يوليو 1993 في مالاتسكي في سلوفاكيا. شارك مع منتخب سلوفاكيا تحت 19 سنة لكرة القدم. أما مع النوادي، فقد لعب مع نادي سلوفان براتيسلافا ونادي نيترا.

## وصلات خارجية
- أدريان تشيرماك على موقع قاعدة بيانات كرة القدم.إي يو (الإنجليزية)
- أدريان تشيرماك على موقع Soccerway.com (الإنجليزية)